# Ornipholidotos etoumbi
Ornipholidotos etoumbi är en fjärilsart som beskrevs av Henry Stempffer 1967. Ornipholidotos etoumbi ingår i släktet Ornipholidotos och familjen juvelvingar. IUCN kategoriserar arten globalt som livskraftig. Inga underarter finns listade i Catalogue of Life.